# Àgora d'Atenes

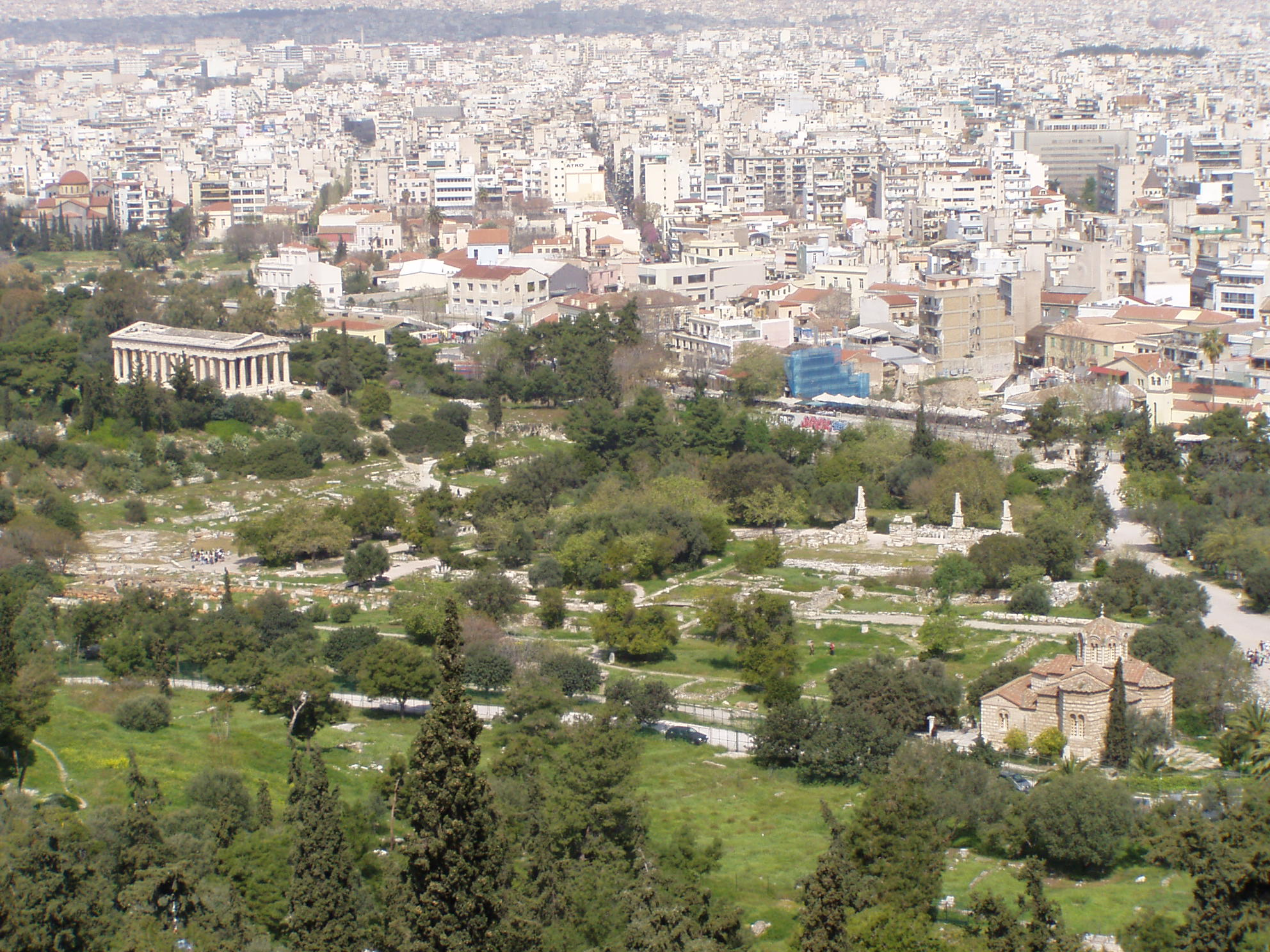
Vista general de l'àgora d'Atenes

L'àgora d'Atenes (en grec: Αρχαία Αγορά της Αθήνας) era el centre de l'activitat comercial, social i política de l'antiga ciutat d'Atenes. Era un ample espai obert, flanquejat per una acumulació d'edificis públics. Amb el temps, fou adquirint diverses funcions:
- Centre de govern

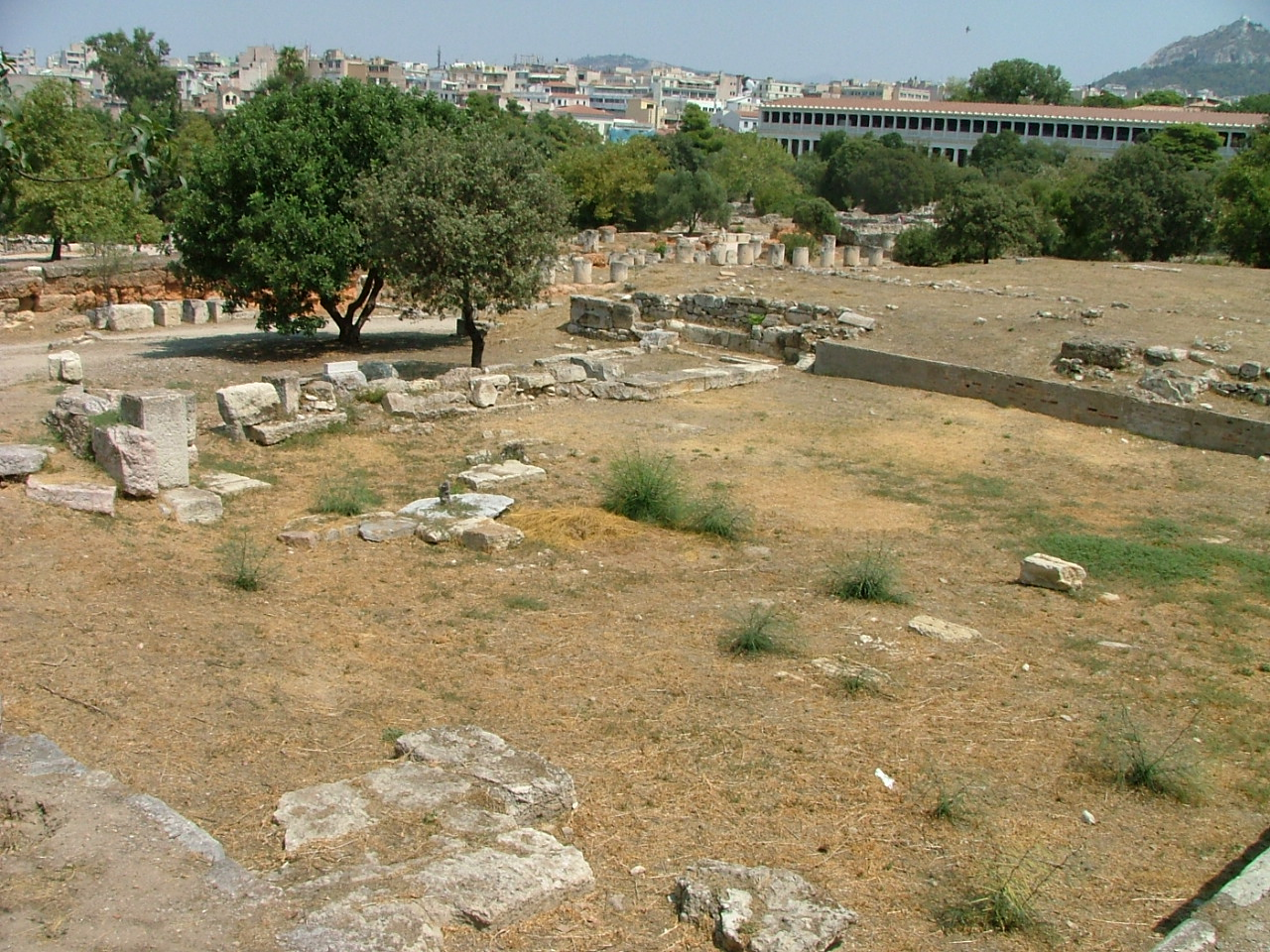
Runes del tribunal de l'Heliea. Es veu la stoà d'Àtal al fons.

Era, entre d'altres, el lloc on els atenesos es reunien per discutir les lleis i decidir el futur polític de la ciutat, el qual solia recolzar en les mans d'aquells que dominessin millor l'oratòria, l'art de convèncer. La filosofia de Sòcrates, o, amb més exactitud, els diàlegs platònics (i l'Acadèmia de Plató, les portes de la qual varen estar obertes durant més de vuit segles) li donaren a la forma de pensar occidental unes bases immortals, nascudes al si d'un grup d'amics de la sofia (saviesa) que s'oposaven a aquella democràcia, la de l'àgora, que deixava el futur de la ciutat en mans de sofisticats oradors i demagogs.
Fins a les reformes de Clístenes era el lloc de concentració de l'ekklesia (assemblea). L'àgora atenesa es convertí en una zona residencial durant les ocupacions romana i romana d'Orient.
- Espai sagrat

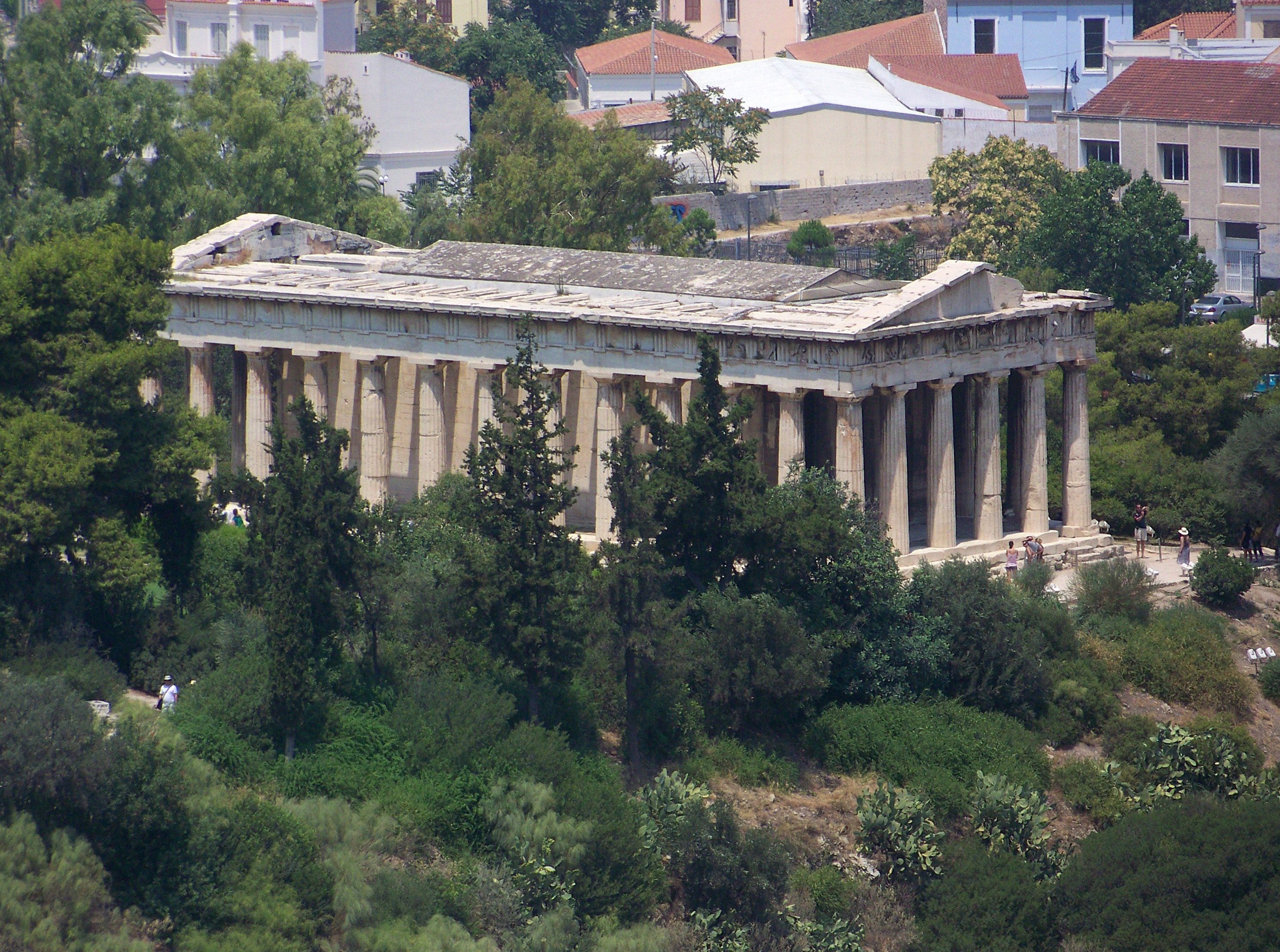
Temple d'Hefest

L'àgora era un lloc sagrat, i la prova d'això són els nombrosos santuaris. Allà s'hi trobaven temples dedicats als déus olímpics, a Hefest, Zeus i a Apol·lo. També hi havia els tribunals on se celebraven judicis i on es condemnà, entre d'altres, Sòcrates a pena de mort per, segons els acusadors, corrompre els joves i introduir déus nous.
- Mercat

La seva vitalitat era augmentada per la via de les Panatenees, la carretera principal per accedir a Atenes, i que a vegades fou l'escenari principal de la processió la creuava durant les festes de les Panatenees.

## Emplaçament
Situada originalment al nord-est de l'Acròpoli, l'àgora fou desplaçada al peu del pujol de Kolonos Agoraios, sota l'arcont de Soló. Es va haver de buidar l'emplaçament de les tombes i de les cases que hi havia. Es trobava al punt més baix de l'asty i formava l'encreuament d'eixos de comunicació de la ciutat. L'altar dels dotze déus era el punt a partir del qual es calculaven gairebé totes les distàncies.

## Excavacions
Les primeres excavacions foren executades entre el 1859 i el 1912. Varen treure a la llum el pòrtic dels gegants i una part del costat oest de l'àgora, on l'institut arqueològic alemany havia excavat 1896-1897.
El 1890-1891, a la part nord de l'àgora hi fou oberta un pregon escorranc per al pas de la via fèrria (tren exprés regional) Atenes-El Pireu. S'hi trobaren molts vestigis i edificis antics que foren destruïts i fragmentats d'escultures, guardades al Museu Arqueològic Nacional.
Les excavacions sistemàtiques de l'escola americana d'estudis clàssics començaren el 1931 i van concloure el 1940. Es reprengueren després de la Segona Guerra Mundial, del 1946 al 1960. Per excavar el lloc sencer va caldre esfonsar més de 360 cases modernes. Del 1953 al 1956, gràcies al finançament de John D. Rockefeller, la stoà d'Àtal fou reconstruïda per utilitzar-la com a museu, depòsit, laboratori i oficina d'excavacions del lloc de l'àgora.

## Història

### Orígens
Al Neolític, els voltants de l'àgora ja estaven poblats. En aquesta àrea hi existí un extens cementiri micènic. I, gràcies a les fosses domèstiques trobades, es pot dir que hi hagué assentaments durant el període geomètric, i seguí emprant-se com a lloc d'enterrament.
Fou ocupada per habitatges aïllats i necròpolis, sobretot durant els segles VIII i VII aC.
Els atenesos començaren a emprar aquesta zona per a ús comunitari envers el 600 aC. Els primers edificis públics, els de la part oriental, daten de començaments del segle vi aC.

### Època arcaica
Estava situada al nord-est de l'Acròpoli. Hi ha molt poca informació sobre els edificis, i menys encara sobre llur funció. Generalment, l'àgora era un espai obert a tots els habitants. És citada a la Ilíada i a L'Odissea. La construcció de la nova àgora va durar molt de temps, els edificis més antics daten del segle vi aC. L'àgora trobà el seu lloc ideal al centre de la ciutat, amb nombroses funcions. Estava envoltada dels grans eixos de comunicació, cap al Pireu (un dels ports d'Atenes), la Porta Sagrada i la Porta de Dípilon, i la via de les Panatenees cap a l'Acròpoli.
A principis del segle vi aC aquesta zona es convertí per obra de Soló en la seu de l'àgora, reemplaçant l'antiga àgora de Teseu, situada al vessant nord-occidental de l'Acròpoli.
Les primeres estructures políticoreligioses sorgiren al llarg del segle VI aC, sobretot al costat oest. Successivament, els costats restants s'enriquiren també amb edificis públics, fonts i pòrtics.

### Època clàssica

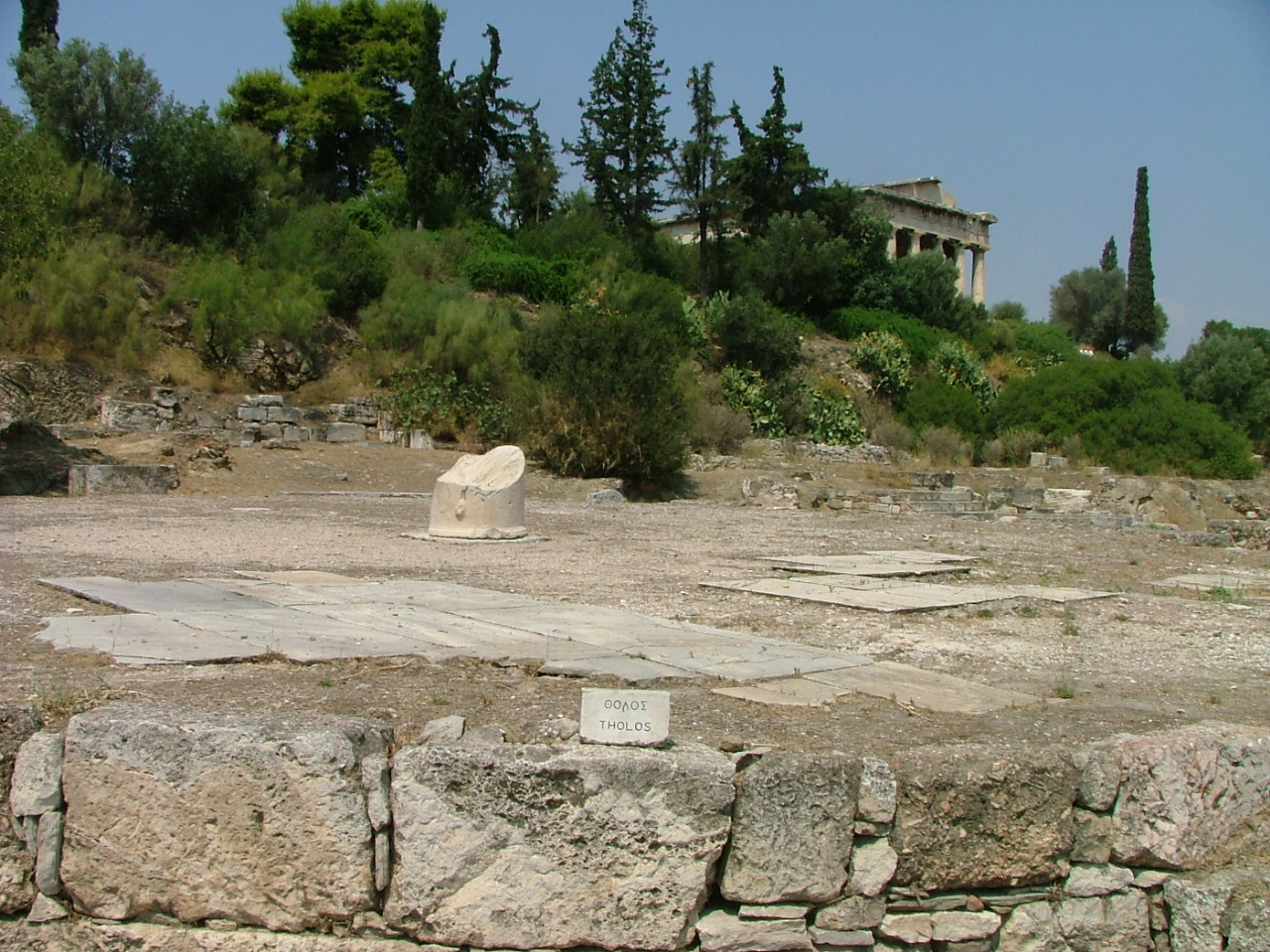
Restes del tolos d'Atenes

Durant la invasió persa de 480-579 aC, l'àgora patí el mateix destí que l'Acròpoli. Foren destruïdes les cases, i els monuments de l'època arcaica patiren danys seriosos. El santuari d'Apol·lo Patroos i l'altar dels dotze déus foren abandonats. Després de la victòria dels atenesos sobre els perses a Marató, ocuparen l'endemà l'àgora i encarregaren a Criti i a Nesiotes l'execució del grup escultòric dels gefireus, símbol de la llibertat d'Atenes. Fou erigit al lloc que ocupava el d'Antènor, robat pels perses.
Potser abans, i a partir de la fi de les guerres mèdiques, la reconstrucció a gran escala, amb l'addició de noves obres monumentals, s'efectuà especialment a l'època de Cimó II (479-561 aC), sobretot amb la construcció de stoàs enormes de molts usos, situades al perímetre de l'àgora, i també amb l'erecció del temple d'Hefest.
Els primers edificis civils foren el tolos (465 aC) i la stoà Poikile.
Entrant a l'àgora per la via de les Panatenees, el primer edifici que es trobava era la stoà Basileos, un dels més antics de la polis. Immediatament després s'alçava un altre pòrtic, la stoà de Zeus, davant la qual s'erigia una gran estàtua de Zeus Elevterios. Seguint cap al sud, hi havia el petit temple jònic, tetràstil, dedicat a Apol·lo Patroos, construït damunt d'un temple en àbside de mitjan segle vi aC.
La invasió persa destruí el Buleuteri i el Metròon, però només el primer fou reconstruït i seguí funcionat fins a finals del segle v aC. Època en què fou transformat en arxiu i es construí una nova seu per a les reunions de la Bulé, en forma de càvea teatral. La mare dels déus fou col·locada sota la protecció d'aquests edificis estretament relacionats entre ells, i l'estàtua es col·locà dins de l'arxiu. Tot el complex arquitectònic, del qual es conserven les restes, fou reestructurat, potser en concomitància amb les tasques de remodelació dels costats orientals i meridional de l'àgora, i va anomenar-se Metròon.
Davant el Metròon es fundà, poc després de mitjan segle iv aC, el monument als herois epònims, que, anteriorment, estava situat més al sud. El monument fou ampliat diverses vegades, segons s'anava incrementant el nombre de tribus ateneses, que va tenir lloc, ja al període hel·lenístic, amb Demetri Poliorcetes, Ptolemeu III, Àtal I i, finalment, en època imperial romana, amb Hadrià.
Juntament amb l'Estratagèon -la seu dels estrategs atenesos- el tolos tanca el costat occidental de l'àgora i la sèrie d'edificis públics d'aquest costat de la plaça.

### Època hel·lenística
En època hel·lenístic la construcció de les grans terrasses de les stoàs, que es trobaven als costats de la plaça, va permetre als espectadors tenir assegurada una posició còmoda des de la qual es podia assistir els diferents espectacles relatius a la gran festa d'Atenes: les Panatenees.

### Època romana
Com a centre d'espectacles, al sector meridional de la plaça va construir-se en època augústia l'Odèon d'Agripa, erigit per Marc Vipsani Agripa, el gendre d'August, entre el 21 aC i el 12 aC.

## Edificis i estructures de l'àgora

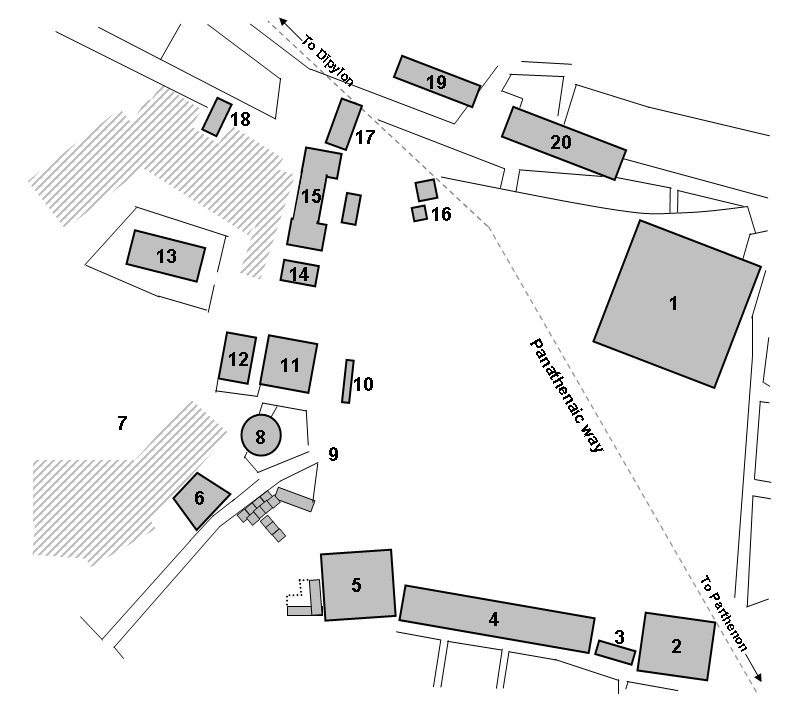
Plànol que mostra els edificis principals i estructures de l'àgora d'Atenes com era al

1. Pati Peristilar
2. Casa de la Moneda
3. Eneacrunos
4. Stoà Sud I i Stoà Sud II
5. Heliea
6. Estrategèon
7. Colonos Agoraios
8. Tolos
9. Fitó de l'Àgora
10. Monument dels herois epònims
11. Metròon (antic Buleuteri)
12. Buleuteri nou
13. Temple d'Hefest
14. Temple d'Apol·lo Patroos
15. Stoà de Zeus
16. Altar dels dotze déus
17. Stoà Basileos o Reial
18. Temple d'Afrodita Urània
19. Stoà d'Hermes
20. Stoà Poikile